# Sancha de Navarre
 (avril 2018).
Si vous disposez d'ouvrages ou d'articles de référence ou si vous connaissez des sites web de qualité traitant du thème abordé ici, merci de compléter l'article en donnant les références utiles à sa vérifiabilité et en les liant à la section « Notes et références ».
Sancha de Navarre ou Sancie (c. 1144-1150 - 1176) est une infante de Navarre, devenue par mariage vicomtesse de Béarn puis dame de Molina.

## Biographie
Elle est la fille cadette du roi García V de Navarre et de sa seconde épouse Urraca de Castille. Son père meurt en 1150 peu après sa naissance et sa mère retourne bientôt en Castille où elle se remarie. Sancha est élevée en Navarre.
Elle est mariée vers 1165 par son frère Sanche VI de Navarre à Gaston V de Béarn. Ce mariage permet alors de renforcer la présence navarraise au nord des Pyrénées (Basse-Navarre). Gaston meurt cependant prématurément en 1170 sans postérité.
En 1173 elle épouse en secondes noces Pierre Manrique de Lara, seigneur de Molina, aux confins de la Castille et de l'Aragon, et héritier de la vicomté de Narbonne. Ce mariage était censé assurer à Sanche VI un allié de poids au sud de la Navarre.
Sancha meurt en 1176.

## Descendance
De son second mariage avec Pedro Manrique de Lara elle laisse :
- Garcia (attesté de 1175 au 11 mars 1183)[1] ;
- Aymeri III (†1239), vicomte de Narbonne.

## Légende
La reine Sancie est l'héroïne d'une légende de la ville de Sauveterre-de-Béarn, si célèbre, que le pont sur lequel se serait passé cette anecdote légendaire porte souvent le surnom de "pont de la légende".
À la mort du vicomte Gaston V de Béarn en 1170, sa veuve, la reine Sancie, est accusée publiquement d’avoir volontairement donné la mort à son fils nouveau-né. Le roi Sanche VI de Navarre, frère de Sancie, décide que seule l’épreuve de l’eau peut certifier la culpabilité ou l'innocence de l'accusée.
L'ordalie a lieu en présence de 3 000 personnes massées aux abords du pont. La reine est précipitée dans le gave, pieds et poings liés. Mais au lieu d’être englouti par les eaux vives, le corps est transporté par les eaux en surface et déposé sur la grève à trois portées de flèches.
La reine ainsi innocentée est acclamée par la foule. En reconnaissance à la Vierge qu’elle avait invoquée, elle brode un riche manteau qu’elle envoie à Notre-Dame-de-Rocamadour,.
En 2022, cette légende sert de base au télefilm Meurtres dans le Béarn de Delphine Lemoine de la série Meurtres à....